# Jorge Acuña
Jorge Acuña (ur. 23 sierpnia 1948 w Montevideo) – urugwajski bokser, uczestnik Letnich Igrzysk Olimpijskich 1972. 
W 1972 roku na igrzyskach olimpijskich w Monachium, startował w turnieju w wadze muszej. Acuña odpadł już w pierwszej rundzie, po porażce z reprezentantem Ugandy, Leo Rwabwogo (Urugwajczyk przegrał przez RSC w trzeciej rundzie).